# アズサ・ストリート・リバイバル
アズサ・ストリート・リバイバル（Azusa Street Revival）は、1906年にアメリカ合衆国カリフォルニア州のロサンゼルスのアズサ通り（Azusa Street）で起こった聖霊運動のリバイバルである。ペンテコステ運動の発祥になった。
カンザス州のトーピカにあるベテル聖書学校で行われた、1900年末から新年に開催された祈祷会で、使徒時代の現実をもとめて祈った。すると指導者のチャールズ・パーハムとほとんどの生徒が聖霊のバプテスマを経験し、異言を口にした。
この出来事は、「ザ・トーピカ・キャピタル」紙や、カンザスシティ、セントルイスの新聞で取り扱われた。その結果多くの訪問客がベテル神学校を尋ねた。
1901年にパーハムは学生と共に巡回伝道を行った。1905年にパーハムはテキサス州ヒューストンに聖書学校を移した。その時の神学生にウィリアム・シーモアがいた。シーモアは異言が聖霊による火のバプテスマであるというパーハムの訓練を受けて、1906年4月に伝道者としてロサンゼルスに赴任してきた。
聖霊のバプテスマの体験を語ると教会での奉仕を拒否されたが、信徒宅で集会を継続した。信徒がエクスタシーに陥り、異言を語った。そこで、アズサ通りにあった活動していないメソジスト教会で1909年まで3年間集会を継続した。
この出来事がロサンゼルスの新聞に掲載され、全米に広がり一大センセーションを巻き起こした。これがペンテコステ運動の始まりになった。
このペンテコステ運動は、ノルウェーのメソジスト派の牧師T・B・バレットによって、スウェーデン、ノルウェー、デンマーク、ドイツ、フランス、イギリスへと広まった。